# Vladimir Knaflič
1. ↑  Studenti pražských univerzit 1882–1945
2. ↑  Nacionalna zbirka normativnih podatkov Češke republike

Vladimir Knaflič, slovenski pravnik in publicist, * 13. januar 1888, Šmarje pri Jelšah, † verjetno 1943/44? (uradno 16. maj 1946), otok Vis, Hrvaška.

## Življenje in delo
Gimnazijo je obiskoval v Celju, pravo pa študiral v Gradcu in Pragi, kjer je leta 1915 tudi doktoriral. Med študijem je služboval pri okrožnem sodišču v Gorici, ter kot odvetniški pripravnik pri Henriku Tumi. Med 1. svetovno vojno je služboval v Radečah. Od konca oktobra 1918 je bil tajnik slovenskega oddelka Narodnega Veča Države SHS v Zagrebu. V tej vlogi je bil posrednik informacij s Srbijo. Aktivno je deloval za združitev, čeprav je bila večina slovenske politike proti. V tej vlogi je slovenskim politikom posredoval več lažnih informacij, npr. "36.000 srbskih vojakov bo zasedlo Koroške, čim se Slovenija izreče za združitev". Novembra 1923 je v Ljubljani odprl lastno odvetniško pisarno. Med 2. svetovno vojno je bil do kapitulacije interniran v Italiji. Umrl je neznano kdaj in kje, morda konec leta 1943 ali v začetku 1944 na Visu; okrajno sodišče v Ljubljani je leta 1946 postavilo datum njegove smrti 16. maj 1946.
V času študija in kasneje je bil urednik pri listih Slovenski narod in Jutro. Prav tako je s publicistično dejavnostjo pričel že kot študent. Članke je objavljal v glasilih Naši zapiski, Soča, Edinost, Slovenski narod, Ljubljanski zvon celjskem Narodnem dnevniku in drugih. Leta 1911 je v Gorici izšla njegova obširna knjiga Socializem. Oris teorije. Objavil je tudi brošuro Jugoslovansko vprašanje. Politična razmišljanja o politiki balkanske vojne (Ljubljana, 1912). V letih 1921−1923 je urejal na novo oživljeno revijo Njiva ter 1918-1922 zbirko političnih, gospodarskih in socialnih spisov.